# Nida (cidade romana)

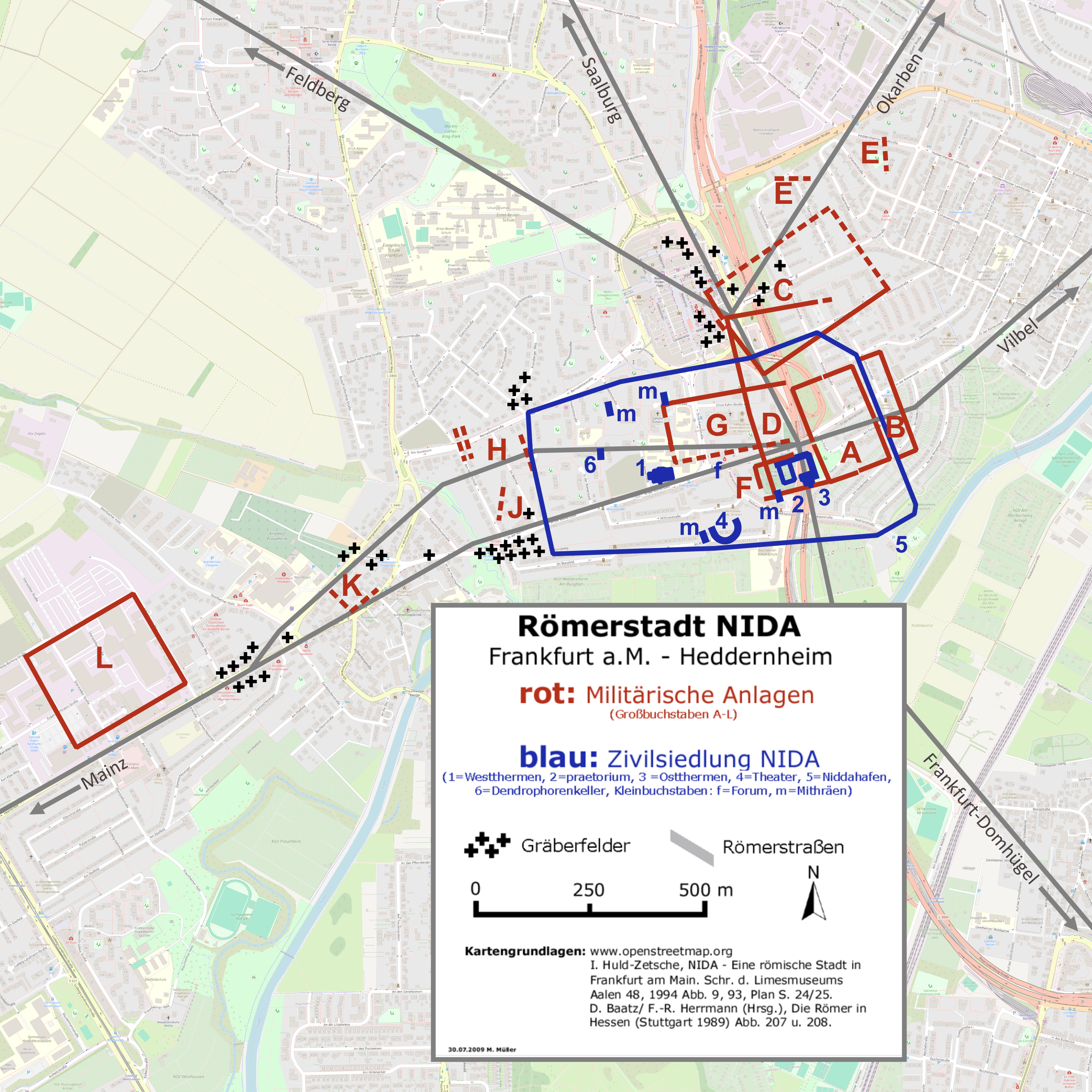
Mapa dos castros e acampamento civil em Nida-Heddernheim.

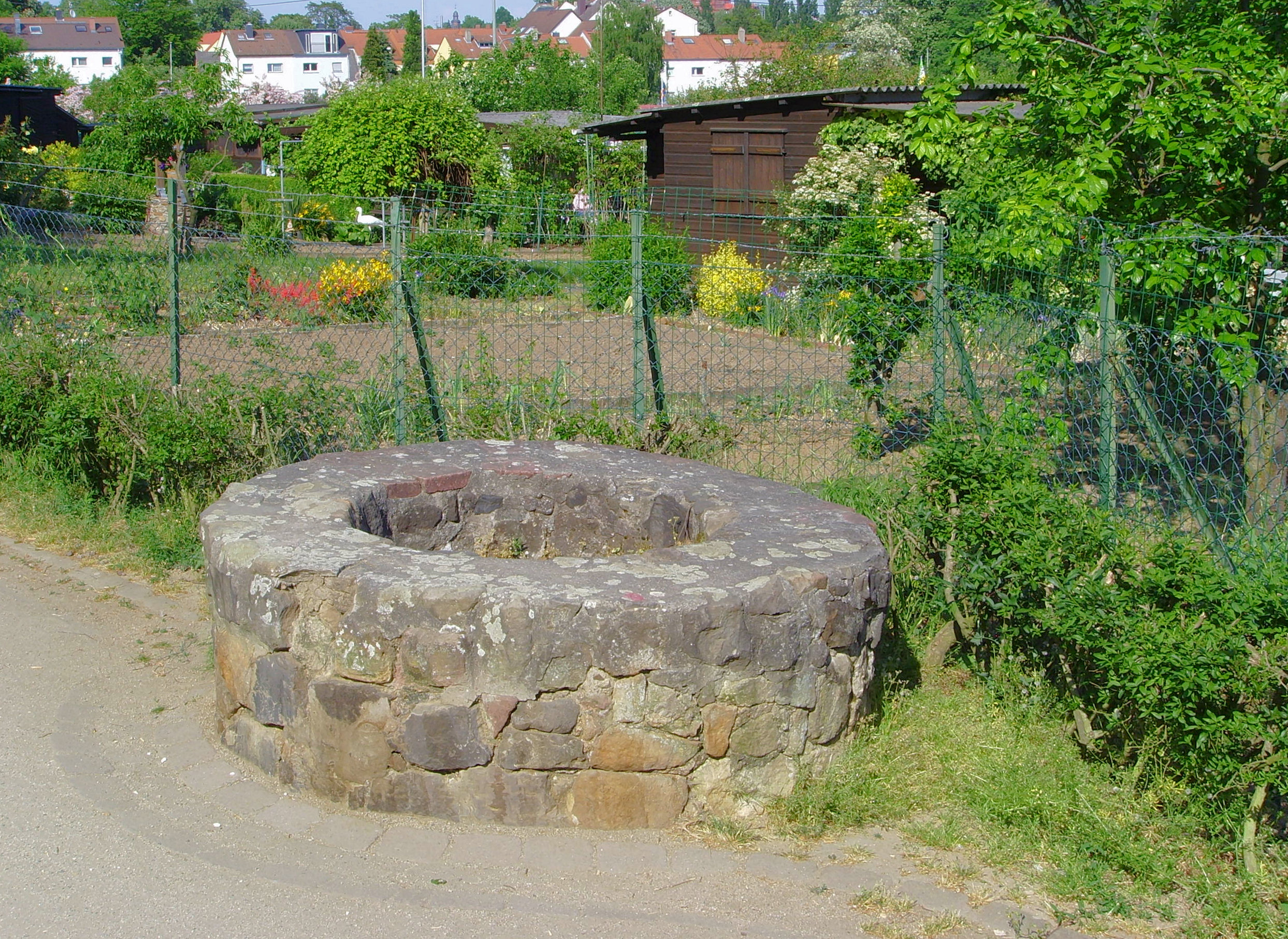
Fonte romana na fronteira de Siedlung Römerstadt.

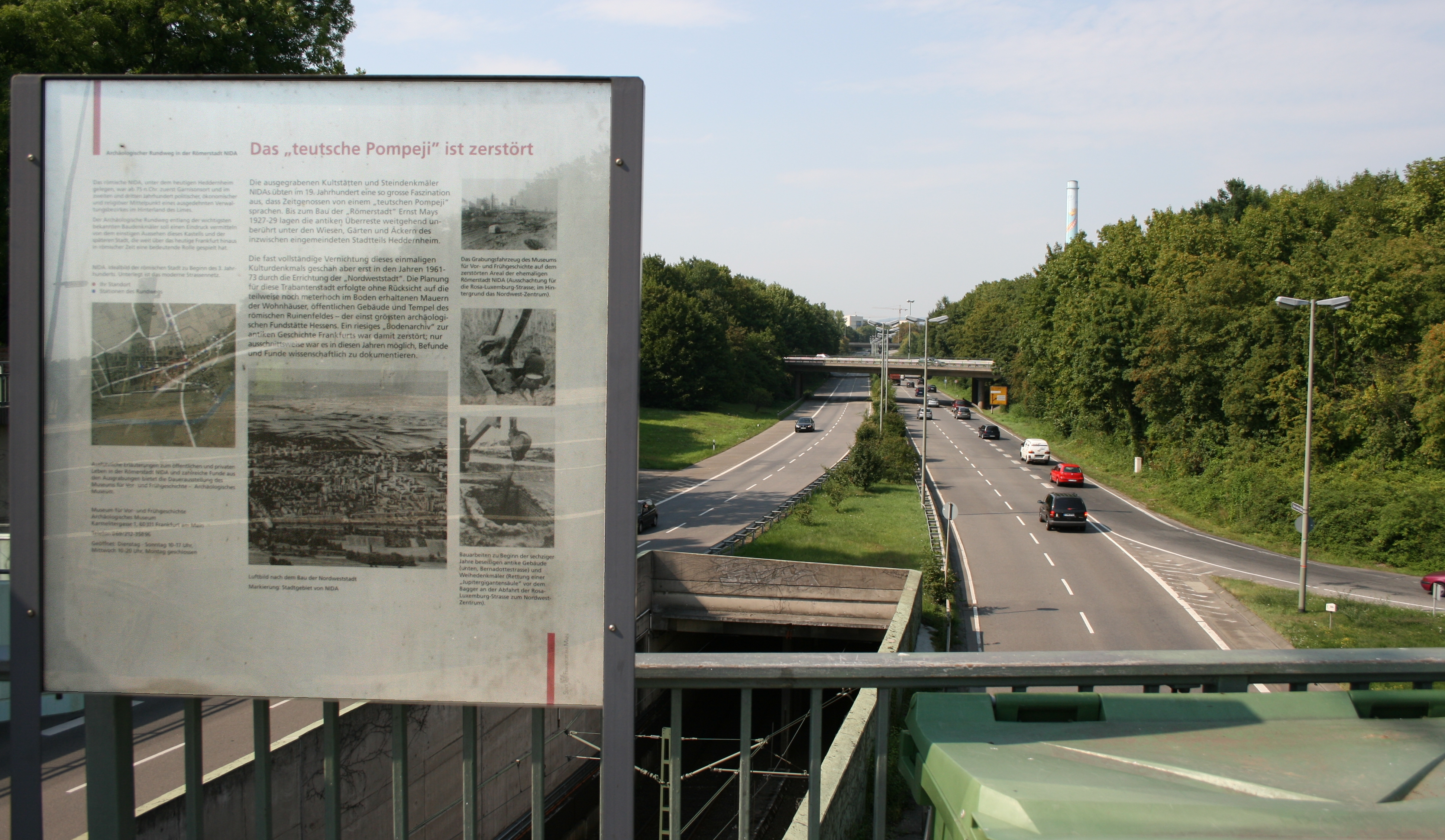
Vista da área do núcleo da antiga cidade romana em sentido norte. A placa indica a destruição causada pela construção de grande e profunda área no século XX. Nida foi chamada de "Pompeia Teutônica" no século XIX.

Nida foi na época do Império Romano o local principal do Estado de Tauno (em latim: Civitas Taunensium). A cidade romana estava localizada na margem do Wetterau no noroeste da atual cidade de Frankfurt am Main, no distrito de Heddernheim. Os primeiros vestígios de um assentamento romano, pelo menos temporário, são do tempo do reinado do imperador Vespasiano (r. 69–79); Nida foi abandonada em c. 260. Suas ruínas, que permaneceram preservadas no solo praticamente intocadas foram quase completamente destruídas no século XX devido à construção dos novos distritos de Siedlung Römerstadt e Nordweststadt. O nome da localidade é assegurado por fontes escritas desde os tempos romanos e é provavelmente derivado do nome ainda mais antigo do rio Nidda, próximo ao qual foi erigida a cidade.

## História

### Castro e época flaviana
O local próximo ao rio Nidda tinha para a comandância romana "importância estratégica especialmente atribuída à ocupação do Wetterau." A este respeito comprovações arqueológicas evidenciam que pelo menos 10 acampamentos militares foram instalados apenas por pouco tempo, por volta do ano 75. O mais significativo destes castros foi o "castro A" também denominado ala ou castro de pedra. Os outros castros são na maior parte das vezes conhecidos de forma muito fragmentada e devem ter existido muito pouco tempo, com exceção do castro de pedra.
A oeste deste castro surgiu um assentamento civil, o chamado vico, onde estabeleceram-se inicialmente pessoas relacionadas aos membros das tropas romanas, como familiares, artesãos, comerciantes e donos de restaurantes. Em c. 90 é comprovado um loteamento em sua área.